# موری (کنتاکی)
موری (به انگلیسی: Murray) شهری در ایالت کنتاکی کشور ایالات متحده آمریکا است که جمعیت آن در سرشماری سال ۲۰۱۰ میلادی، ۱۷٬۷۴۱ نفر بوده‌است.